# Mosquée du Shah (Téhéran)
Pour les articles homonymes, voir Shah (homonymie).

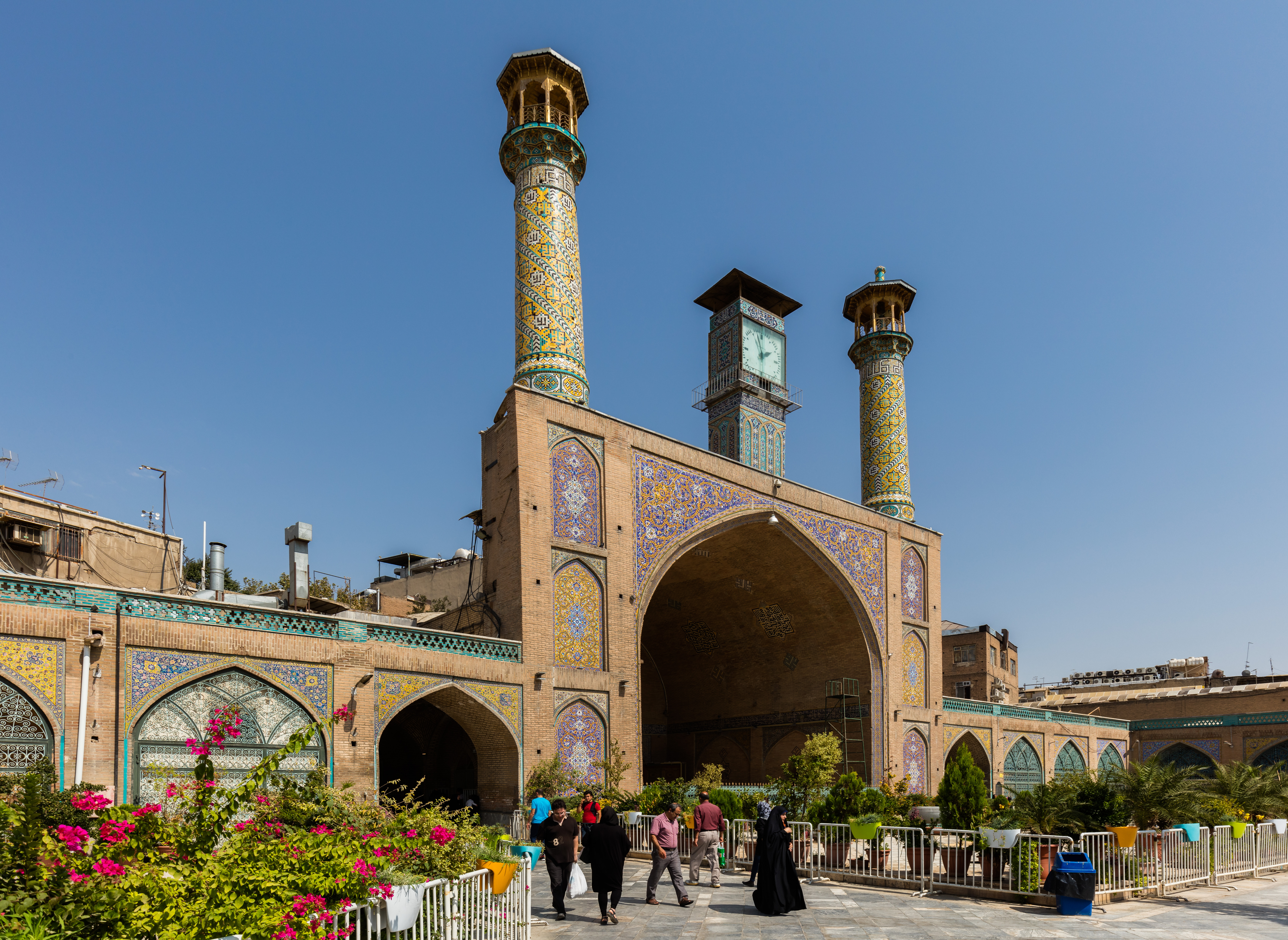
Mosquée du Shah, Téhéran, Iran

La mosquée du Shah, appelée aussi mosquée Soltani, est un bâtiment de l'époque de l'Empire kadjar situé dans la zone du Bazar de Téhéran. Il est inscrit dans la liste des monuments nationaux d'Iran à la date du 01/07/1363 de l'Hégire sous le n° 1667. Depuis la révolution iranienne de 1979, la mosquée a été renommée mosquée de l'Imam Khomeini.

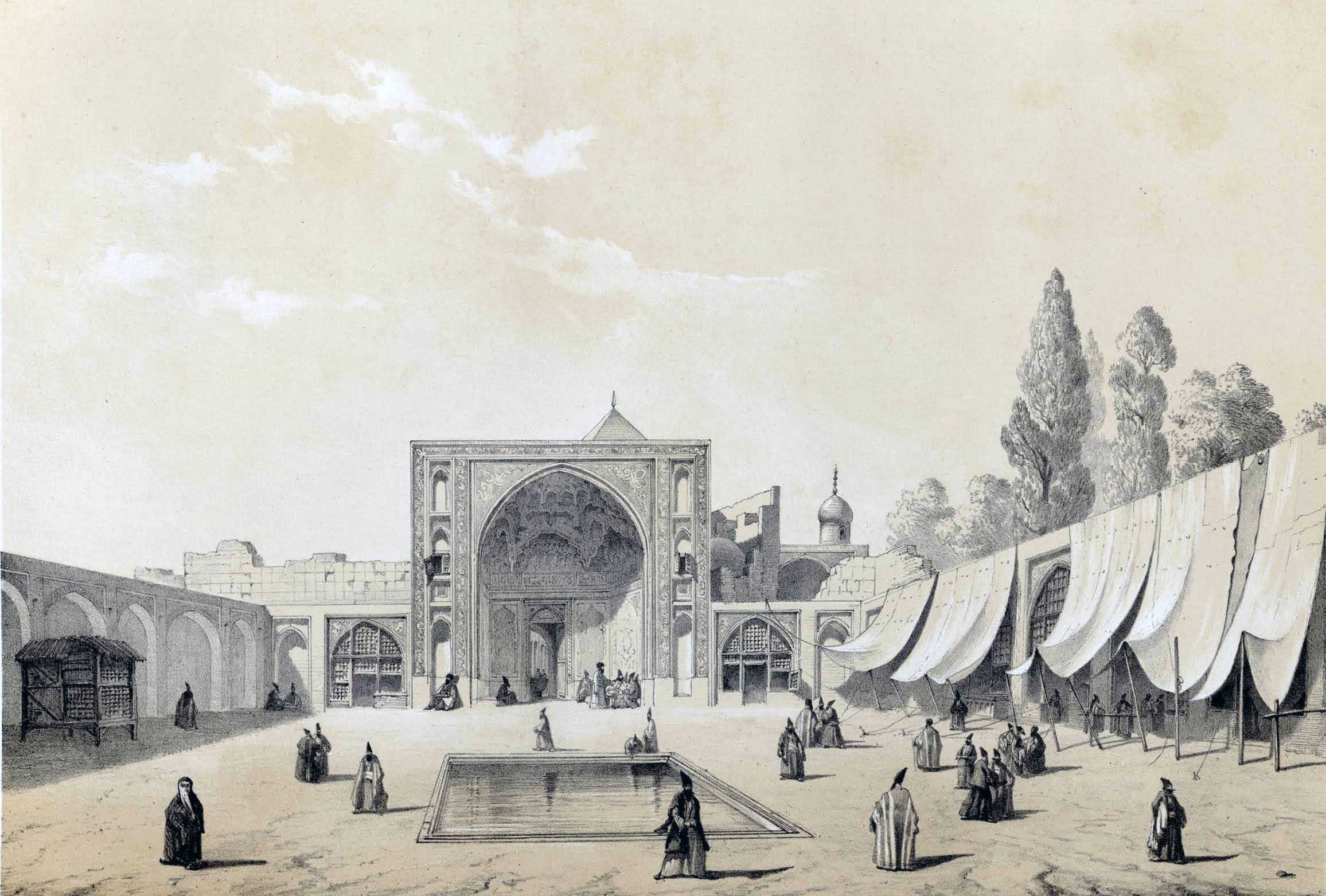
Peinture d'Eugène Flandin ; entrée de la mosquée du Shah

## Histoire
C'est l'une des plus belles mosquées de Téhéran des 180 dernières années. Son fondateur en est Fath Ali Chah Qadjar (1212-1250 de l'Hégire). Cette mosquée est la deuxième plus grande mosquée de Téhéran après la mosquée du bazar. Selon les inscriptions laissées dans le porche sud, la date approximative du début de la construction est 1212 ou 1224 de l'Hégire. Suivant les ordres de Nassereddine Shah, les minarets ont été ajoutés de chaque côté de l'entrée. 

## Profil du bâtiment
La mosquée est composée de quatre iwans et ses principaux chabestans sont situés sur le front sud. Son architecture générale et certains détails sont repris de la mosquée Vakil de Chiraz. Des artistes de Chiraz ont d'ailleurs participé à sa construction.
L'espace formé par les quatre iwans est un carré avec une cour centrale au centre de laquelle se trouve un basin d'eau. Ces iwans donnent accès à quatre quartiers de la ville.

## Mosquées similaires
La mosquée Soltani de Téhéran, la mosquée Soltani de Boroudjerd, la mosquée du sultanat de Qazvin, sont des bâtiments de l'ère Qajar. Celle de Boroudjerd est plus grande et plus ancienne que les deux autres. 

## Évènements dans la mosquée
Haj Ali Razmara, premier ministre d'Iran, a été abattu par balle le 7 mars 1951 à l'âge de 49 ans par Khalil Tahmasbi, membre de l'organisation Fedayin de l'Islam, dans la mosquée du Shah à Téhéran,.

## Galerie

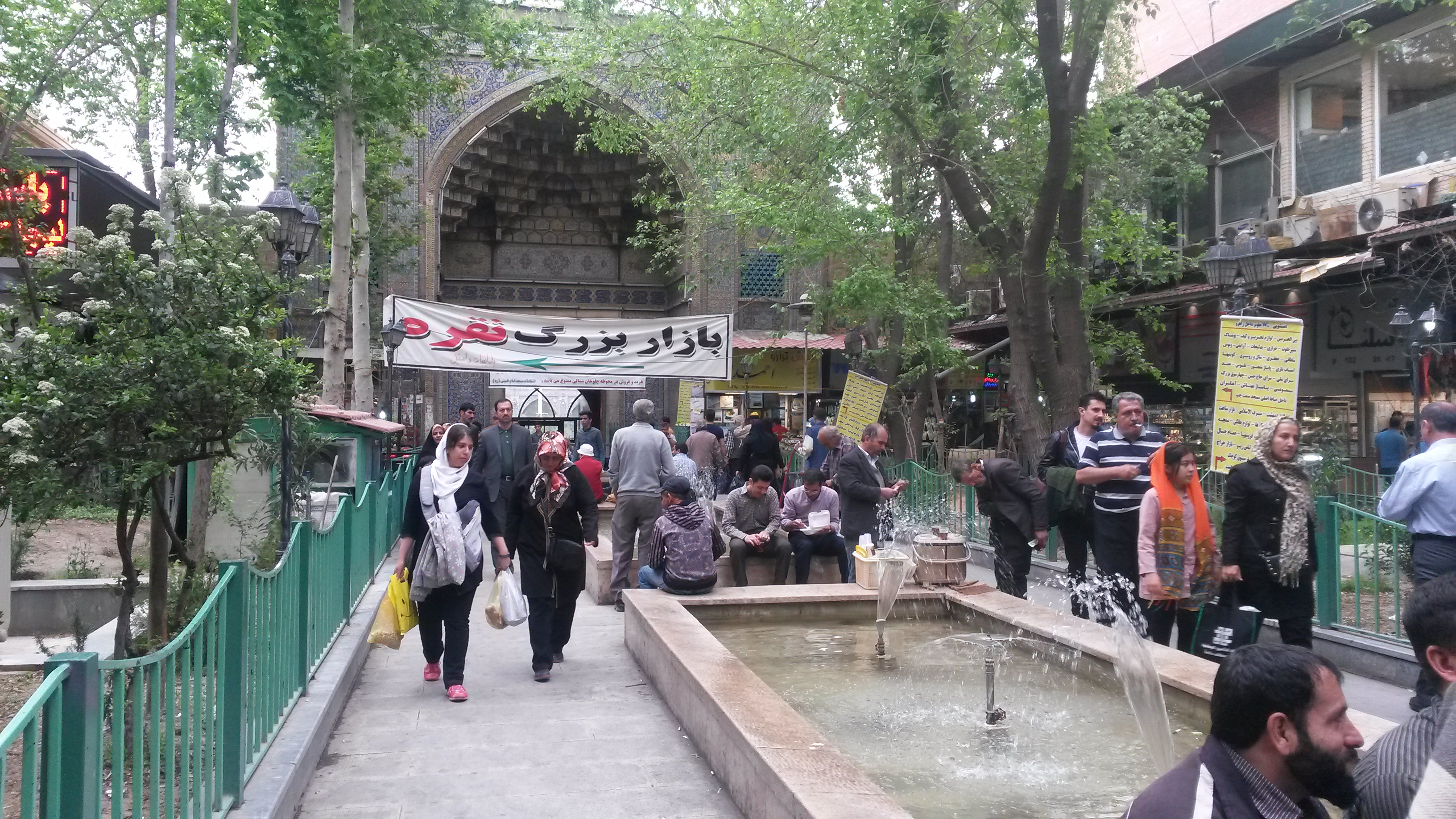
Entrée de la mosquée du Shah
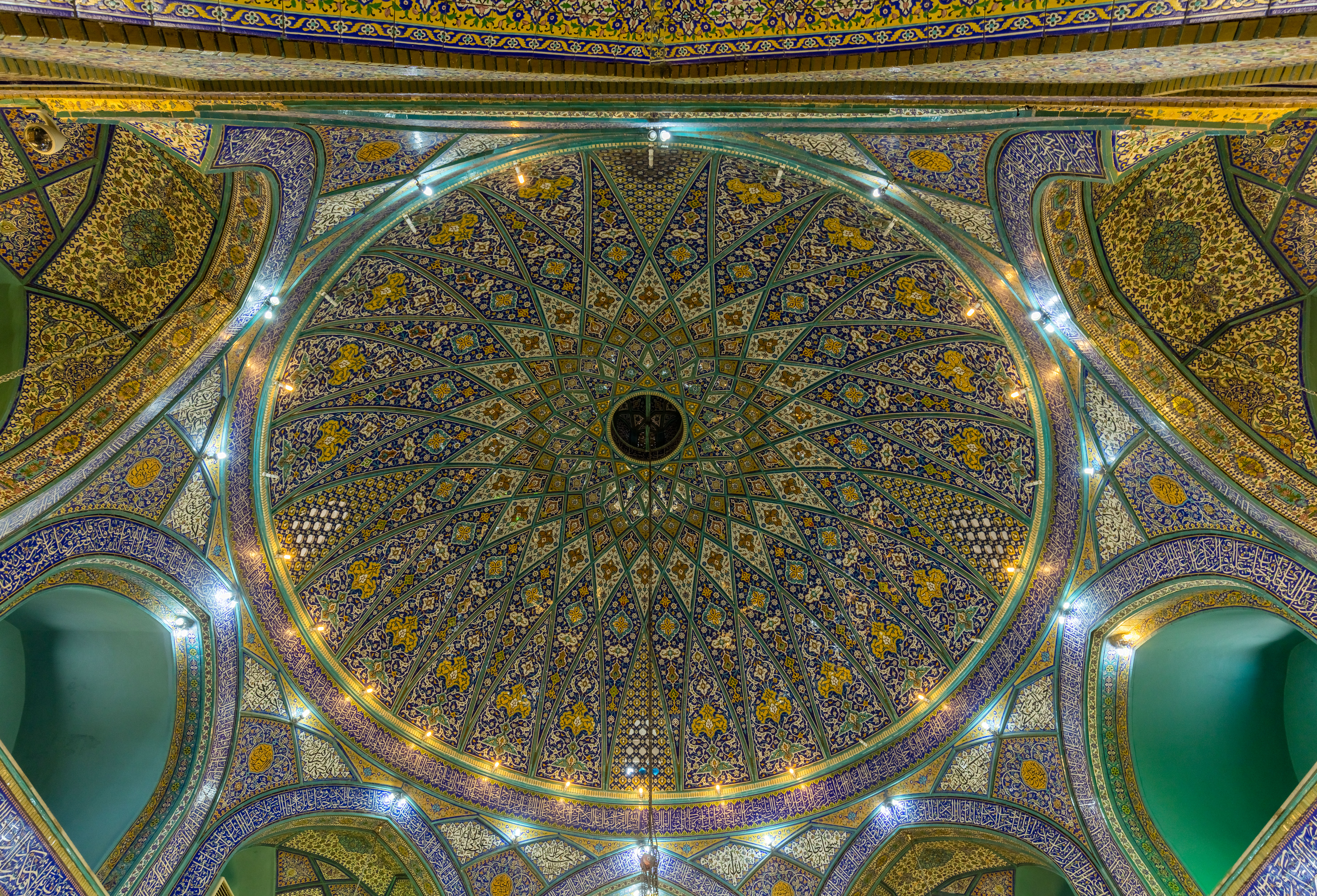
Vue intérieure du dôme
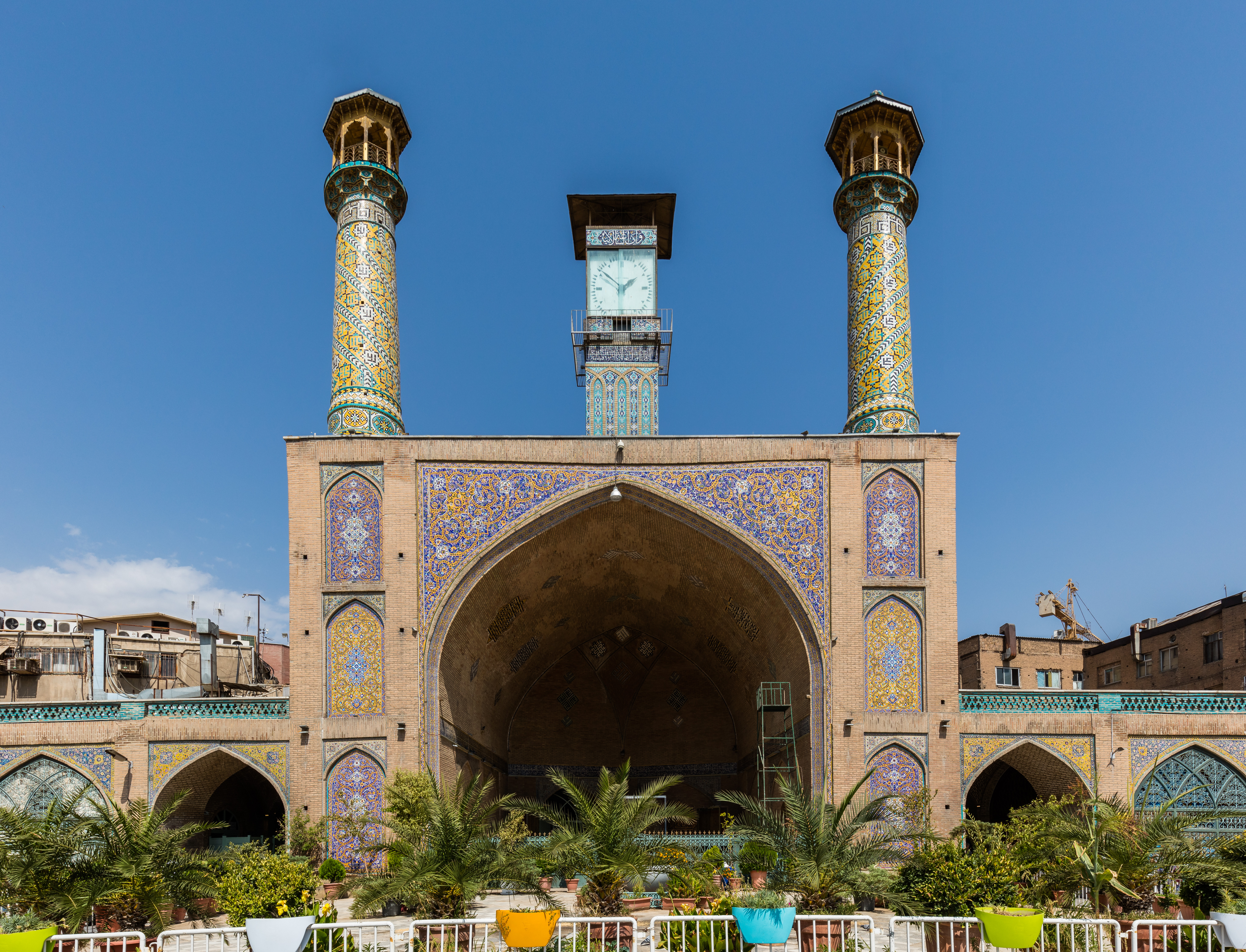
Cour de la mosquée du Shah
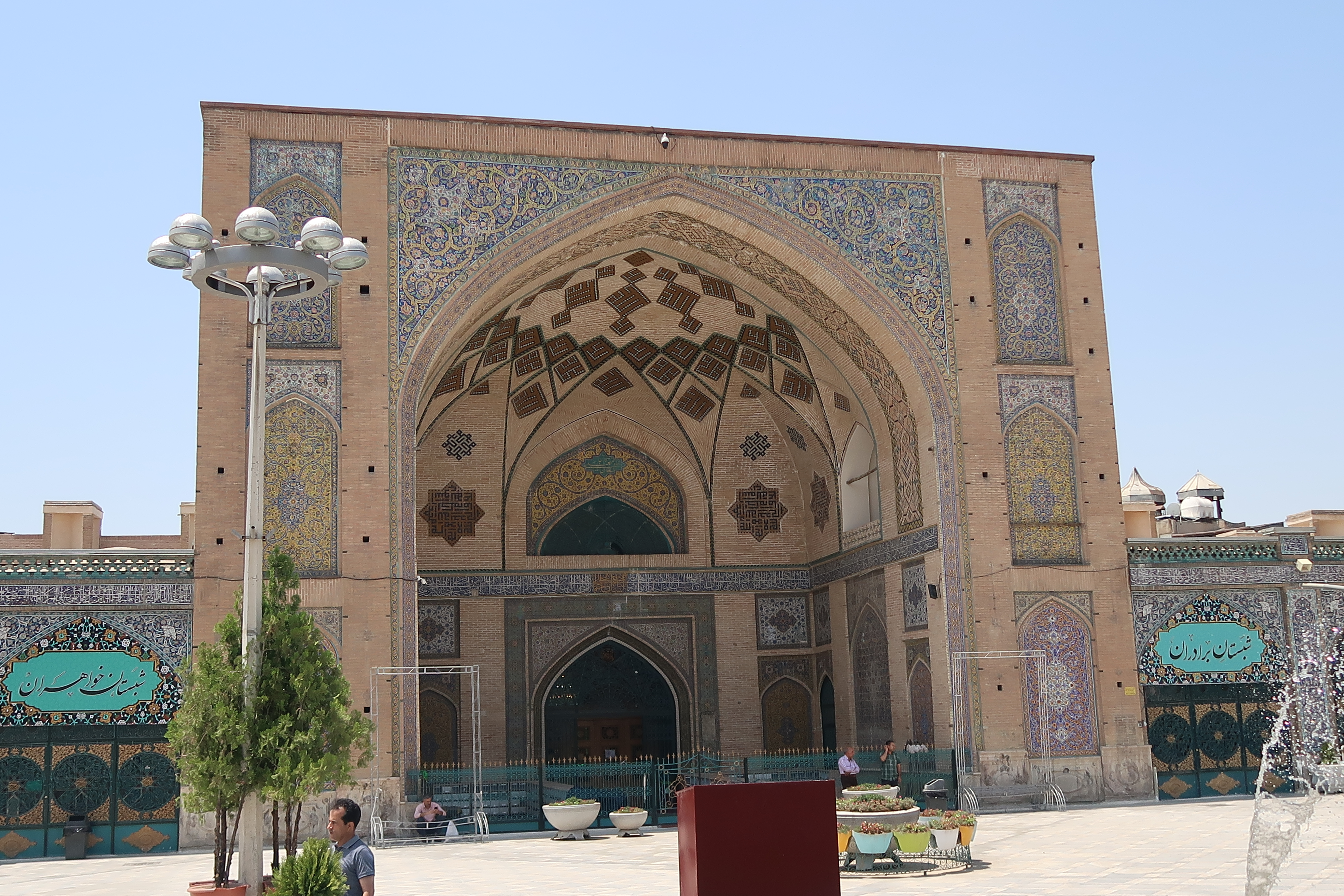
Porche sud
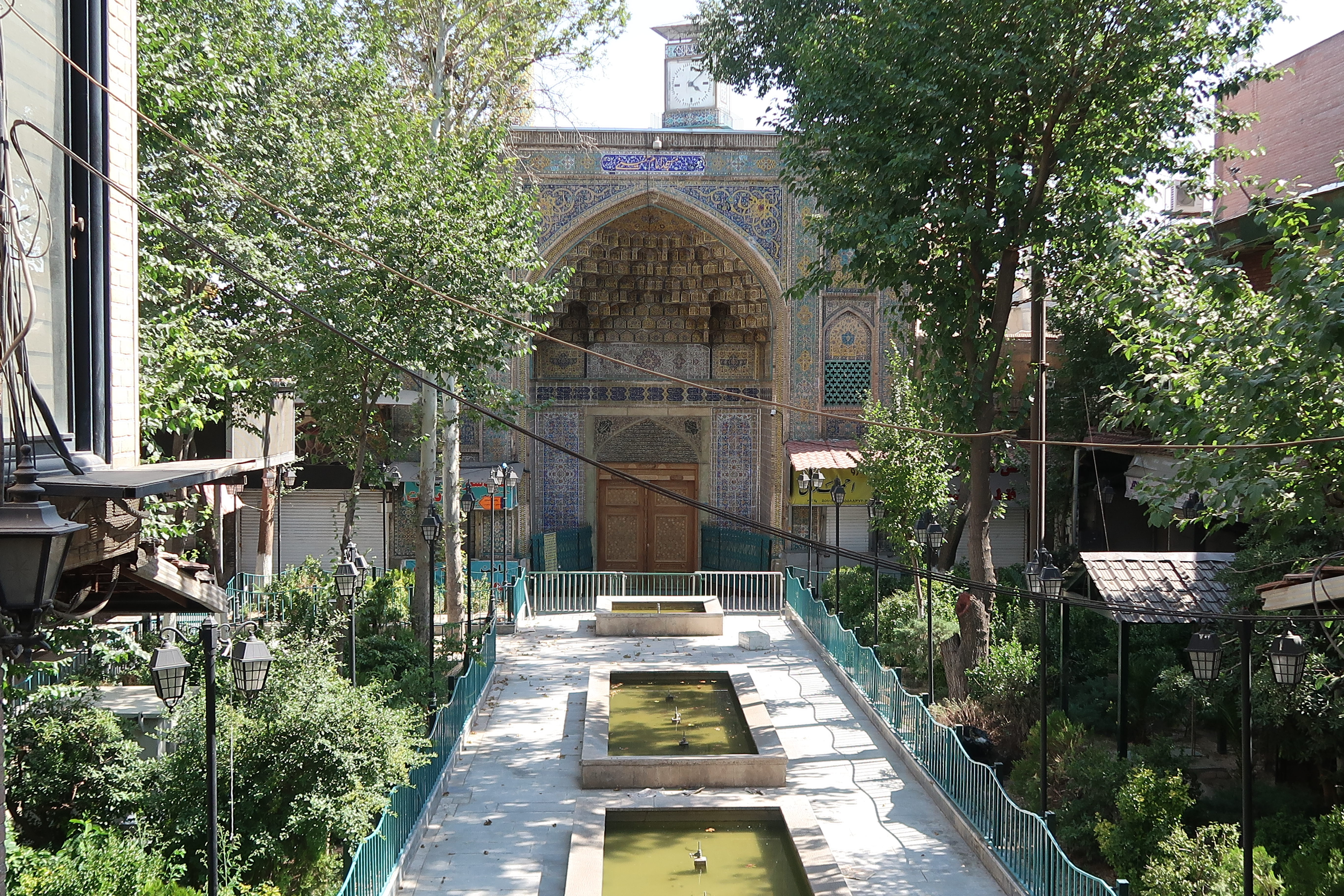
Entrée nord de la mosquée du Shah